# Puente del Río Puerco
El puente del Río Puerco (del inglés: Rio Puerco Bridge) es un puente metálico de viga en celosía situado en la histórica Ruta 66, cruzando el río Puerco, que fue construido en 1933. Se encuentra a aproximadamente 19 millas (30 kilómetros) al oeste de la ciudad de Albuquerque, en el estado de Nuevo México, al oeste de los Estados Unidos.